# Patrick De Paepe
Patrick De Paepe (25 februari 1976) is een Belgische voormalige atleet, die gespecialiseerd was in het hoogspringen. Hij veroverde zes Belgische titels.

## Biografie
De Paepe werd tussen 1996 en 1999 driemaal Belgisch indoorkampioen hoogspringen. In 1999 en 2000 volgden nog twee titels outdoor. Hij was aangesloten bij Atletiek Zuid-West en Racing Club Gent.

## Belgische kampioenschappen
Outdoor
| Onderdeel    | Jaar       |
| ------------ | ---------- |
| hoogspringen | 1999, 2000 |

Indoor
| Onderdeel    | Jaar                   |
| ------------ | ---------------------- |
| hoogspringen | 1996, 1998, 1999, 2002 |

## Persoonlijk record
Outdoor
| Onderdeel    | Prestatie | Datum           | Plaats |
| ------------ | --------- | --------------- | ------ |
| hoogspringen | 2,21 m    | 18 januari 2001 | Duffel |

Indoor
| Onderdeel    | Prestatie | Datum           | Plaats |
| ------------ | --------- | --------------- | ------ |
| hoogspringen | 2,25 m    | 18 januari 2001 | Gent   |

## Palmares
hoogspringen
- 1996:  BK indoor AC – 2,17 m
- 1998:  BK indoor AC – 2,10 m
- 1999:  BK indoor AC – 2,13 m
- 1999:  BK AC – 2,16 m
- 2000:  BK AC – 2,05 m
- 2002:  BK indoor AC – 2,15 m